# Fahrenheit
A Fahrenheit hőmérsékleti skála Daniel Gabriel Fahrenheit (1686–1736) német fizikusról kapta a nevét.
E szerint a skála szerint a víz fagyáspontja 32 fok, leírva: 32 °F, forráspontja 212 °F.

## Átszámítás °C és °F között
[°C] = ([°F] - 32) : 1,8
[°F] = [°C] · 1,8 + 32

## Rövid története
Fahrenheit a róla elnevezett hőmérsékleti skálát azután dolgozta ki, hogy meglátogatta Koppenhágában Ole Rømer dán csillagászt. Rømer fejlesztette ki az első hőmérőt, melynek kalibrálásához két rögzített pontot alkalmazott. A Rømer-féle skálában a víz fagyáspontja 7,5 °Rø, a forráspontja 60 °Rø. Fahrenheit azt szerette volna, hogy a skálában ne legyen negatív érték, ezért a skála nullapontját szülővárosa, Danzig (Gdańsk) 1708-as, legkeményebb telének hidegéhez viszonyította; ezt ammóniasó megfelelő vizes oldatának fagyáspontjával könnyen meg tudta feleltetni: ez az érték –17,8 °C. Saját testhőmérsékletét 96 °F-ként határozta meg. 
Halála után a skálát újrakalibrálták, hogy a víz olvadáspontja 32 °F, forráspontja 212 °F legyen. Emiatt az egészséges emberi testhőmérsékletet 98,6 °F (37 °C), szemben az általa megállapított 96 °F (35,6 °C) értékkel.  

## Jelenlegi használata

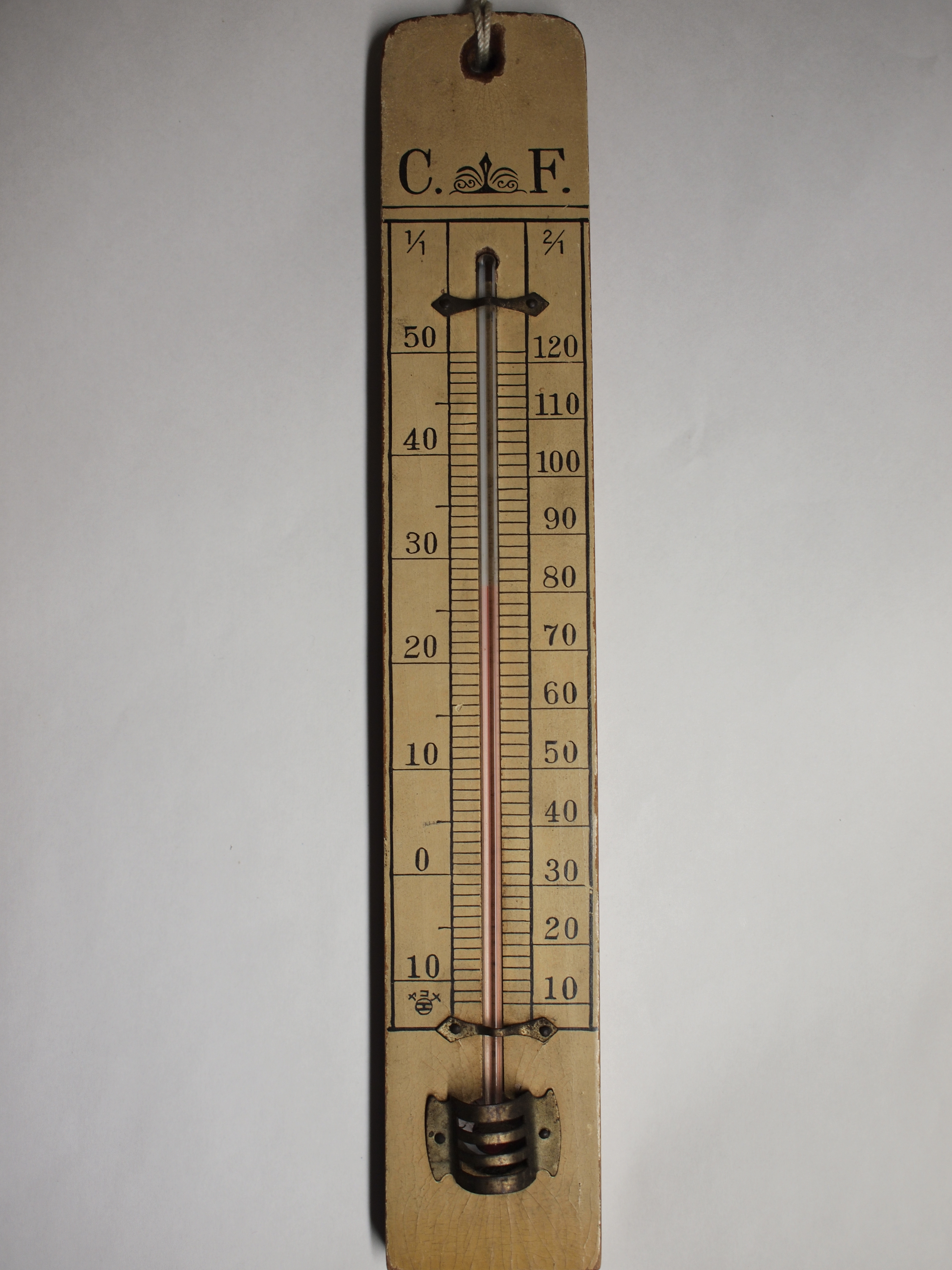
Két skálás hőmérő

Fahrenheit (°F) mértékegységet használó országok.
Fahrenheit (°F) és Celsius (°C) mértékegységet is használó országok.
Celsius (°C) mértékegységet használó országok.

A Fahrenheit-skálát Európában hosszú ideig használták, azonban a Celsius-skála elterjedésével a Fahrenheit-skála jórészt eltűnt a kontinensről. Manapság szinte csak az Amerikai Egyesült Államokban és néhány kisebb, angol nyelvű államban alkalmazzák.
Mindamellett, mivel az angol nyelvű média (a globalizáció révén) ma is széles körben hozzáférhető a Celsius-skálát használó országokban is, emiatt (ma is) elterjedten használják a két hőmérsékleti skálát tartalmazó hőmérőket.